# Pîrohî, Hlobîne
Pîrohî (în ucraineană Пироги) este localitatea de reședință a comunei Pîrohî din raionul Hlobîne, regiunea Poltava, Ucraina.

## Demografie
Componența lingvistică a localității Pîrohî
     Ucraineană (98,06%)
     Rusă (1,71%)
     Alte limbi (0,11%)
Conform recensământului din 2001, majoritatea populației localității Pîrohî era vorbitoare de ucraineană (98,06%), existând în minoritate și vorbitori de rusă (1,71%).